# Magia (Margherita Vicario)
Magia è un singolo della cantante italiana Margherita Vicario, pubblicato il 15 novembre 2023 come terzo estratto dal secondo EP Showtime dall'etichetta Island Records.

## Descrizione
In un'intervista a Billboard Italia, la Vicario ha affermato che il brano affronta il tema della guerra adottando il punto di vista di donne e bambini:

## Video musicale
Il video musicale, diretto da Francesco Coppola, è stato pubblicato contestualmente all'uscita del singolo sul canale YouTube ufficiale della cantante.

## Tracce
Testi di Margherita Vicario e Andrea Bonomo, musiche di Davide Pavanello ed Edwyn Roberts.
1. Magia – 3:08